# جنجال (فیلم ۱۹۹۵)
جنجال (به هندی: Hulchul) فیلمی محصول سال ۱۹۹۵ و به کارگردانی آنیس بازمی است. در این فیلم بازیگرانی همچون وینود کانا، اجی دیوگن، کاجول، رونیت روی، قادرخان، آمریش پوری، رانجیت، دون ورما ایفای نقش کرده‌اند.